# ピュア オリジナルサウンドトラック
『ピュア オリジナルサウンドトラック』は、溝口肇によるフジテレビ系月9ドラマ『ピュア』のサウンドトラック。1996年3月1日にトイズファクトリーより発売された。

## リリース・音楽性
通常盤のみの1形態で発売。紙ジャケット仕様になっている。溝口肇が音楽を担当するフジテレビ系月9ドラマ『ピュア』のサウンドトラックで、主題歌であるMr.Childrenの「名もなき詩」のアレンジ・バージョンを含むドラマの劇伴を全17曲収録している。

## 収録曲
- 全作曲：溝口肇（#8, #14除く） / 全編曲・プロデュース：溝口肇

1. Main Theme 〜starlet〜 [5:31]
2. amaretto [3:15]
3. 環状線 [3:10]
4. エストラゴン [3:28]
5. first impression [3:54]
6. pure blue [6:02]
7. 逆さまの空 [2:55]
8. o v'reneli 〜とても小さな笑顔〜 [1:59]
スイス民謡のアレンジ・バージョン。
9. 運のいい日 [1:54]
10. ミントリモーネ [3:11]
溝口のベスト・アルバム『Espace II』にも収録された。
11. サフラン [3:09]
12. lee way [4:13]
13. second place [3:32]
14. 名もなき詩  〜pf ver.〜 [4:05]
  - 作曲：桜井和寿

Mr.Childrenの10thシングルのインストゥルメンタル・アレンジ・バージョン。
15. 星座占い [4:16]
16. Main Theme 〜piccolo〜 [4:12]
17. dobranc 〜おやすみ〜 [2:57]
溝口のベスト・アルバム『Espace 〜溝口肇best』にも収録された。

## 参加ミュージシャン
- 溝口肇：Cello
- 菅野よう子：Piano
- 渡辺等：Bass
- 岡部洋一：Drums
- 古川昌義：A. Guitar
- 今堀恒雄：Guitar
- 梯郁夫：Percussion
- 崎元讓：Harmonica
- 彦坂眞一郎：Saxophone
- 篠崎正嗣グループ：Strings
- 神谷百子：Percussion
- 朝川朋之：Harp
- 岩下智子：Flute
- 庄司和史：Oboe
- 星野正：Clarinet
- 熊谷弘：Conductor
- ワルシャワフィルハーモニー管弦楽団：Orchestra (#1, #5, #12, #17)
- Anthony Inglis：Conductor (#1, #5, #12, #17)